# Miêu tả theo nhánh học
Miêu tả theo nhánh học là một cách tiếp cận để phân loại sinh học trong đó các sinh vật được phân nhóm lại với nhau dựa trên cơ sở dù chúng có hay không có một hoặc nhiều điểm chung đơn nhất đến từ tổ tiên chung cuối cùng của nhóm và không hiện diện trong tổ tiên xa xưa hơn. Vì vậy, các thành viên của cùng một nhóm được cho là có một lịch sử chung và được coi là có mối quan hệ liên quan chặt chẽ hơn.
Các phương pháp ban đầu được sử dụng trong phân tích phân loại theo nhánh và các trường phái phân loại lấy từ nó có nguồn gốc từ công trình của nhà côn trùng học người Đức Willi Hennig, người gọi nó là hệ thống học phát sinh loài (Cũng là tựa đề của cuốn sách năm 1966 của ông); các thuật ngữ "miêu tả theo nhánh học" và "nhánh" đã được phổ biến rộng rãi bởi các nhà nghiên cứu khác. Miêu tả theo nhánh học theo nghĩa ban đầu dùng để chỉ một tập hợp các phương pháp được sử dụng trong phân tích phát sinh loài, mặc dù nó là bây giờ đôi khi được dùng để chỉ toàn bộ lĩnh vực. 
Các kỹ thuật miêu tả theo nhánh học, và đôi khi các thuật ngữ, đã được áp dụng thành công cho các ngành khác: ví dụ, để xác định mối quan hệ giữa các bản thảo còn sót lại của Canterbury Tales, hay giữa 53 bản thảo tiếng Phạn Charaka Sanhita.